# Галкин, Александр Григорьевич
Александр Григорьевич Га́лкин (1904, Киев, Российская империя — 1971, Днепропетровск, Советский Союз) — руководитель Главного управления рабоче-крестьянской милиции.

## Биография
С декабря 1926 по август 1929 проходил воинскую службу в РККА, с августа 1930 по октябрь 1937 являлся помощником начальника заставы, адъютантом 23-го пограничного отряда, помощником начальника штаба 49-го полка, командиром дивизиона 157-го полка, 4-го Украинского мотомеханизированного полка ОГПУ — НКВД. До 13 января 1939 главный инспектор Авиационного отдела Главного управления пограничной и внутренней охраны НКВД СССР, после чего был назначен на должность начальника Главного тюремного управления НКВД СССР, в которой состоял до 14 марта 1940.

Комиссар милиции А. Г. Галкин

Почти ровно семь лет, до 10 марта 1947, был начальником Главного управления милиции НКВД — МВД СССР, пройдя повышения в звании с инспектора милиции до комиссара милиции 1-го ранга. Галкин был единственным, кому было присвоено это высшее милицейское звание.
Со 2 апреля 1947 по 16 марта 1953 начальник Управления МВД по Куйбышевской области. Чуть больше года, с 6 апреля 1953 по 13 апреля 1954, заместитель начальника Управления МВД по Ростовской области. С 13 апреля 1954 по 21 сентября 1955 начальник Управления МВД по Ростовской области. С 22 сентября 1955 по 16 марта 1956 начальник Инженерно-противохимических войск Местной противовоздушной обороны МВД СССР. С 16 мая 1956 по 1 ноября 1959 начальник Управления МВД по Днепропетровской области. С ноября 1959 в отставке.

## Образование
- С сентября 1929 по июль 1930 — слушатель курсов переподготовки командиров пехоты при Объединённой школе РККА;
- С октября 1937 по январь 1939 — учёба в Военной академии имени М. В. Фрунзе.

## Звания
- майор;
- комбриг, 27.4.1939;
- инспектор милиции, 14.3.1940;
- комиссар милиции 1-го ранга, 4.3.1943.

## Награды
- орден Красной Звезды — за выполнение заданий правительства, 26.4.1940;
- орден Красного Знамени — за охрану порядка в военный период, 2.7.1942.
- орден Красной Звезды — за выслугу лет, 3.11.1944;
- орден Ленина — за охрану порядка в годы войны, 18.8.1945.